# Coelioxys cuneata
Coelioxys cuneata är en biart som beskrevs av Smith 1875. Coelioxys cuneata ingår i släktet kägelbin, och familjen buksamlarbin. Inga underarter finns listade i Catalogue of Life.